# O Bárbaro e a Gueixa
O Bárbaro e a Gueixa  (em inglês:  The Barbarian and the Geisha) é um filme norte-americano de 1958, do gênero drama, dirigido por John Huston e estrelado por John Wayne e Eiko Ando.

## A produção
Única colaboração entre John Wayne e John Huston, o filme foi um mau passo para ambos. Sempre um ator de ação, Wayne está desconfortável no papel do diplomata Townsend Harris, o primeiro cônsul dos EUA no Japão.
Esta história real foi filmada nos estúdios da 20th Century Fox (cenas interiores) e em Kyoto (cenas externas), com elenco japonês, que não recebeu créditos em sua maior parte. Bem feito, porém lento e com pouca ação, o filme pouco interessou ao público.

## Sinopse
O diplomata Townsend Harris é enviado ao Japão em 1856, como o primeiro cônsul americano naquele país. Os japoneses o recebem de maneira hostil e não manifestam interesse pelos acordos oferecidos pelos EUA. Com muita paciência, Harris conquista o respeito de seus anfitriões, o que o credencia a ir seguir para Tóquio. Okichi, uma bela gueixa que tinha a missão de distraí-lo, acaba por apaixonar-se por ele.

## Elenco
| Ator/Atriz  | Personagem        |
| ----------- | ----------------- |
| John Wayne  | Townsend Harris   |
| Eiko Ando   | Okichi            |
| Sam Jaffe   | Henry Heusken     |
| So Yamamura | Governador Tamura |